# علم الإنسان
علم الإنسان(مرادفات) (بالإنجليزية: Anthropology)‏ هو العلم المختص بدراسة الإنسان.
يتفرّع علم الإنسان إلى كل من علم الإنسان الاجتماعي الذي يدرس تصرفات البشر المعاصرين وعلم الإنسان الثقافي الذي يدرس بناء الثقافات البشرية وأداءها ووظائفها في كل زمان ومكان. وعلم الأنثروبولوجيا اللغوية الذي يدرس تأثير اللغة على الحياة الاجتماعية، وعلم الإنسان الحيوي الذي يدرس تطور الإنسان بيولوجيًّا. أما علم الآثار الذي يدرس ثقافات البشر القديمة بالتحقيق في الأدلة المادية، فيعد فرعًا من علم الإنسان في الولايات المتحدة بينما يُنظر إليه في أوروبا على أنه علم منفصل بذاته، أو أنه أقرب إلى التاريخ منه إلى الأنثروبولوجيا.
يُعرَّف علم الإنسان العامّ بأنه:
- علمُ الإنسان الفرد وأعماله وسلوكه.
- علمُ الإنسان الجماعي وسلوكه وإنتاجه.
- علمُ الإنسان الكائن الطبيعي الاجتماعي الحضاري.
- علمُ الحضارات والمجتمعات البشرية.

وهو ما يعني أن علم الإنسان هو علم الإنسان طبيعيًّا واجتماعيًّا وحضاريًّا.

## الأسماء
مرادفات: علم الإنسان
 أو علم دراسة الإنسان أو الإناسة أوالأنثروبولوجيا الأنتروبولوجيا أو السَّلاقة أو  علم البشريات أو علم التاريخ الطبيعي للإنسان أو أنثروبولوجي وهي علم طبائع الإنسان (بالإنجليزية: Anthropology)‏ من أصل يوناني حيث «Anthropos» تعني إنسانًا، و«Logos» تعني علمًا.

## أصل الكلمة
ظهر الاسم المجرد أنثروبولوجيا للمرة الأولى في معرض الإشارة إلى التاريخ. ظهر استخدامه الحالي للمرة الأولى في النهضة الألمانية في أعمال ماغنوس هوندت وأوتو كاسمان. اشتُق مصطلح أنثروبولوجيا اللاتيني الجديد خاصتهم من الصيغ التركيبية للكلمتين اليونانيتين أنثروبوس («إنسان») و لوغوس («دراسة»). (ظهرت صيغته الوصفية في أعمال أرسطو). بدأ استخدامه في اللغة الإنجليزية، ربما عبر كلمة أنثروبولوجي الفرنسية، في بداية القرن الثامن عشر.

## تاريخها

### عبر القرن التاسع عشر
في عام 1647، عرّف آل بارتولين، مؤسسو جامعة كوبنهاغن، الأنثروبولوجي كما يلي:
إن الأنثروبولوجيا، ويعني ذلك العلم الذي يتناول الإنسان، مقسوم بصورة عادية ومنطقية إلى التشريح، الذي يدرس الجسد والأعضاء، وعلم النفس، الذي يتكلم عن الروح.
حدث استخدام متقطع للمصطلح من أجل بعض موضوعات البحث لاحقًا، مثل استخدام إتيان سيريس في عام 1839 لوصف التاريخ الطبيعي، أو علم الأحياء القديمة، للبشر، بناء على التشريح المقارن، ووضع كرسي للأنثروبولوجيا والإثنوغرافيا في المتحف الوطني الفرنسي للتاريخ الطبيعي على يد جان لوي آرمان دو كاترفاج دو بريو. كان العديد من منظمات علماء الأنثروبولوجيا قصيرة الأجل قد تشكلت بالفعل. تشكلت الجمعية الإثنولوجية الباريسية، وهي أولى من استخدموا مصطلح إثنولوجيا، في عام 1839. كان أعضاؤها ناشطين مناهضين للعبودية بصورة رئيسة. وقتما أُبطلت العبودية في فرنسا في عام 1848، هُجرت الجمعية.
في هذه الأثناء، أُسست الجمعية الإثنولوجية النيويوركية، وتعرف حاليًا بالجمعية الإثنولوجية الأمريكية، على نموذجها في عام 1842، كما الجمعية الإثنولوجية اللندنية في عام 1843، وهي مجموعة منشقة عن جمعية حماية السكان الأصليين. كان علماء الأنثروبولوجيا أولاء في ذلك الحين ناشطين ليبراليين ومناهضين للعبودية ومدافعين عن حقوق الإنسان. وحافظوا على اتصالات دولية.
الأنثروبولوجيا والكثير من المجالات الحالية هي النتائج الفكرية للطرق المقارنة التي طُورت في أوائل القرن التاسع عشر. كان المنظرون في مجالات متنوعة مثل التشريح واللسانيات والإثنولوجيا، بإجرائهم مقارنات خاصية تلو الخاصية لمواضيع بحثهم، قد بدؤوا في الشك في أن أوجه التشابه بين الحيوانات واللغات والتقاليد كانت نتيجة عمليات أو قوانين غير معروفة لهم في ذلك الحين. بالنسبة لهم، كان نشر تشارلز داروين لأصل الأنواع تجلٍ لكل ما بدؤوا يشكون به. وصل داروين نفسه لاستنتاجاته عبر مقارنة الأنواع التي رآها في علم الزراعة وفي البرية.
كشف داروين ووالاس عن التطور في نهاية خمسينيات القرن التاسع عشر. حدث اندفاع فوري لإدخالها إلى العلوم الاجتماعية. كان بول بروكا في باريس في طريقه للانشقاق عن الجمعية البيولوجية لتشكيل أولى الجمعيات الأنثروبولوية الصريحة، جمعية الأنثروبولوجيا الباريسية، التي اجتمعت أول مرة في باريس 1859. عندما قرأ لداروين، تحوّل مباشرة إلى التحول، كما أطلق الفرنسيون على التطوريّة. صار تعريفه: «دراسة المجموعة البشرية، ككل، بالتفصيل، وفيما يتعلق ببقية الطبيعة».
كان بروكا، لكونه ما قد يُسمى جراح أعصاب الآن، قد اهتم بعلم أمراض النطق واللغة. أراد تحديد مكمن الاختلاف بين الإنسان والحيوانات الأخرى، والذي بدا أنه يكمن في الكلام. اكتشف مركز الكلام في الدماغ البشري، ويسمى اليوم منطقة بروكا تيمنًا به. كان اهتمامه منصبًا بصورة رئيسة على الأنثروبولوجيا البيولوجية، لكن فيلسوفاً ألمانيًا متخصص في علم النفس اسمه تيودور فايتز تناول موضوع الأنثروبولوجيا العامة والاجتماعية في مؤلفه المكون من ستة مجلدات والذي عنونه بأنثروبولوجيا الشعوب البدائية 1859 – 1864. نُشر المجلدان الأخيران بعد وفاته.
عرف فايتز الأنثروبولوجيا بأنها: «علم طبيعة الإنسان». على خطى بروكا، أوضح فايتز أن الأنثروبولوجيا مجال جديد، من شأنه أن يجمع المواد من المجالات الأخرى، لكنه يختلف عنها في استخدام التشريح المقارن والفيزيولوجيا وعلم النفس لتمييز الإنسان عن «الحيوانات الأقرب إليه». شدد على أن بيانات المقارنة يجب أن تكون تجريبية جُمعت عبر الاختبارات. يجب إدخال تاريخ الحضارة، بالإضافة إلى الإثنولوجيا، في المقارنة. يجب أن نفترض أساسًا أن النوع، الإنسان، وحدة وأن «قوانين الفكر نفسها تنطبق على جميع البشر».
كان فايتز مؤثرًا بين علماء الإثنولوجيا البريطانيين. في عام 1863، انفصل المستكشف ريتشارد فرانسيس بيرتون ومعالج النطق جيمس هانت عن الجمعية الإثنولوجية اللندنية ليشكلا الجمعية الأنثروبولوجية اللندنية، والتي تبعت من ذاك الحين فصاعدًا مسار الأنثروبولوجيا الجديدة بدلًا من الإثنولوجيا فقط. كان المجتمع الثاني المكرس للأنثروبولوجيا العامة في الوجود. حضر ممثلون من الجمعية الفرنسية، وإن لم يكن بروكا بينهم. أكد هانت في خطابه الرئيس، الذي طُبع في العدد الأول من منشوره الجديد، المراجعة الأنثروبولوجية، على أعمال فايتز، متبنيًا تعريفه معيارًا. من بين الزملاء الأوائل كان الشاب إدوارد بيرنيت تايلور، مخترع الأنثروبولوجيا الثقافية، وأخوه ألفريد تايلور، وهو عالم جيولوجيا. سابقًا، كان إدوارد يشير إلى نفسه بصفته عالم إثنولوجيا، ولاحقًا عالم أنثروبولوجيا.
تبعتها منظمات مماثلة في دول أخرى: جمعية الأنثروبولجية المدريدية (1865)، والاتحاد الأمريكي للأنثروبولوجيا في 1902، والجميعة الأنثروبولوجية في فيينا (1870)، والجمعية الإيطالية للأنثروبولوجيا والإثنولوجيا (1871) والكثير غيرها في أوقات لاحقة. كانت غالبيتها من أنصار التطور. كانت من الاستثناءات البارزة جمعية برلين للأنثروبولوجيا والإثنولوجيا وما قبل التاريخ (1869) التي أسسها رودولف فيكرو، والمعروف بهجماته اللاذعة على أنصار التطور. ولم يكن متدينًا، فقد أصر على أن استنتاجات داروين تفتقر إلى الأساس التجريبي.
في خلال العقود الثلاثة الأخيرة من القرن التاسع عشر، حدث انتشار للجمعيات والاتحادات الأنثروبولوجية، ومعظمها مستقل، ونشر معظمها مجلاته الخاصة، وكلها دولية في العضوية والاتحاد. ينتمي المنظرون الكبار إلى هذه المنظمات. دعموا التناضح التدريجي لمناهج الأنثروبولوجيا في المؤسسات الرئيسة للتعليم العالي. بحلول عام 1898، كانت 48 منظمة تربوية في 13 دولة تمتلك منهجًا ما في الأنثروبولوجيا. لم يكن أي من أعضاء هيئة التدريس البالغ عددهم 75 خاضعًا لقسم يسمى الأنثروبولوجيا.

## أقسام علم الإنسان العامّ
يقسم علم الإنسان إلى أربعة أقسام رئيسة من وجهةِ نظر الأنثروبولوجييّن في بريطانيا، وهذهِ الأقسام هي:

### علم الإنسان الحيوي
يرتبط هذا القسم بالعلوم الطبيعية وخاصة علم التشريح وعلم وظائف الأعضاء "physiology"، وعلم الحياة "Biology". وينتمي هذا القسم إلى طائفة العلوم الطبيعية، وأهم تخصصاتهُ علم العظام "Osteology"، وعلم البناء الإنساني "Human Morphology"، ومقاييس جسم الإنسان "anthropometry"، ودراسة مقاييس الأجسام الحية "Biometrics"، وعلم الجراحة الإنساني "Human surgery".
ويُدرّس هذا القسم في كلياتِ الطب والعلوم ومعظم المتخصصينَ فيهِ من الأطباء وعُلماءَ الحياة، ولكنهُ يدرّس أيضاً في كلياتِ العلوم الاجتماعية في أقسام الأنثروبولوجيا.
وتتناول الأنثروبولوجيا الطبيعية دراسة ظهور الإنسان على الأرض كسلالةٍ مُتميزة، واكتسابه صفات خاصة كالسير منتصباً، والقدرة على استعمال اليدين، والقدرة على الكلام، وكبر الدماغ، ثم تدرس تطوره حياتيا. وانتشاره على الأرض، وتدرس السلالات البشرية القديمة وصفاتها، والعناصر البشرية المُعاصرة وصفاتها وأوصافها الجسمّية المُختلفة، وتوزيع تلكَ العناصر على قارات الأرض، وتضع مقاييس وضوابط لتلكَ العناصر، كطول القامة، وشكل الجمجمة، ولون الشعر وكثافته، ولون العين وأشكالها، ولون البشرة، وأشكال الأنوف. وتدرس الوراثة، وانتقال ميزات الجنس البشري من جيلٍ لآخر.

### علم الإنسان الاجتماعي
وتتركز الدراساتُ فيها على المُجتمعات البدائية. ومُنذ الحرب العالمية الثانية أخذت تدرس المجتمعات الريفية والحضرية في الدول النامية والمُتقدمِة. فتدرس البناء الاجتماعي والعلاقات الاجتماعية والنظم الاجتماعية مثل العائلة، والفخذ، والعشيرة، والقرابة، والزواج، والطبقات والطوائف الاجتماعية، والنظم الاقتصادية، كالإنتاج، والتوزيع، والإستهلاك، والمقايضة، والنقود، والنظم السياسية، كالقوانين، والعقوبات، والسلطة والحكومة، والنظم العقائدية، كالسحر والدين. كما تدرس النسق الإيكولوجي.
يهتم فرع علم الإنسان الاجتماعيّ بتحليل البناء الاجتماعي للمجتمعات الإنسانية وخاصة المُجتمعات البدائية التي يظهر فيها بوضوح تكامل ووحدة البناء الاجتماعي، وهكذا يتركز اهتمام هذا الفرع بالقطاع الاجتماعي للحضارة، ويتمّيز بالدراسة العميقة التفصيلية للبناء الاجتماعي وتوضيح الترابط والتأثير المتبادل بين النظم الاجتماعية «النظرية الوظيفية» للعلامة «راد كليف براون»، وأساسها إن النظمَ الاجتماعية في مجتمع ما، هي نسيجٌ متشابك العناصر – يُؤثر كل عنصر في العناصر الأخرى، وتعمل تلكَ العناصر على خلق وحدة اجتماعية تسمح للمجتمع بالاستمرار والبقاء، ولا يهتم علم الإنسان الاجتماعي المُعاصر بتأريخ النظم الاجتماعية، لأن تأريخ النظام الاجتماعي لا يفسر طبيعتهُ وإنما تفسر تلكَ الطبيعة عن طريق تحديد وظيفة النظام الاجتماعي الواحد في البناء الاجتماعي للمجتمع.

### علم الإنسان الثقافي
وتدرس مُخترعات الشعوب البدائية، وأدواتها، وأجهزتها، وأسلحتها، وطرز المساكن، وأنواع الألبسة، ووسائل الزينة، والفنون، والآداب، والقصص، والخرافات، أي كافة إنتاج الشعب البدائي المادي والروحي.
كما تركز على الاتصال الحضاري بين الشعب ومن يتصل بهِ من الشعوب. وما يقتبسهُ منهم، والتطور الحضاري، والتغير الاجتماعي.
ومُنذ الحرب العالمية الثانية أخذت تدرس المجتمعات الريفية والحضرية في الدول المتقدمة والنامية.

### علم الإنسان التطبيقي
وحينَ اتصل الأوربيونَ عن طريق التجارة والتبشير والاستعمار بالشعوب المستعمرة، نشأت الحاجة إلى فهم الشعوب البدائية بقدر ما تقتضيهِ مصلحة الأوربيين في حكم الشعوب واستغلالها، وفي حالاتٍ نادرة جداً بقدر ما تقتضيهِ مساعدة تلكَ الشعوب وإعانتها على اللحاق بقافلة المدنية الحديثة. فنشأ فرعٌ جديدٌ من الأنثروبولوجيا يدرس مشاكل الاتصال بتلكَ الشعوب البدائية ومعضلات إدارتها وتصريف شؤونها ووجوه تحسينها.
ويُدعى هذا الفرع «الأنثروبولوجيا التطبيقية».
وقد تطورَ هذا الفرع «علم الإنسان التطبيقي» كثيراً، خاصة مُنذ الحرب العالمية الثانية، وتنوّعت مجالاتهُ بتطور أقسام الأنثروبولوجيا وفروعها، إذ إنهُ يمثل الجانب التطبيقي لهذهِ الأقسام والفروع، ولا يعد فرعاً مُستقلاً عنها وإنما هو الأداة الرئيسة لتطبيق نتائج بحوث كل فروع الأنثروبولوجيا والتي تجد طموحاتها لخدمة الإنسان والمُجتمع.
وقد شملت تطبيقاتهُ مجالات كثيرة أهمها:
التربية والتعليم، والتحضّر والسُكان، والتنمية الاجتماعية والاقتصادية، خاصة تنمية المُجتمعات المحلية، والمجالات الطبية والصحة العامّة، والنفسية، والإعلام، والاتصال وبرامج الإذاعة والتلفزيون، والتأليف الروائي والمسرحي، والفن، ومجال الفلكلور «التراث الشعبي»، والمتاحف الإثنولوجية، إضافة إلى المجالات الصناعيّة والعسكرية والحرب النفسية، والسياسة ومُشكلات الإدارة والحكم، والجريمة والسجون، وغيرها.
ومن تطور علم الإنسان التطبيقي وازدياد البحوث فيهِ ظهرت فروع حديثة للأنثروبولوجيا الحضارية والاجتماعية حيث اختص كل فرع منها بمجال معين مما ورد أعلاه. وهو علم ليس له علاقة بالدين.

## علاقة علم الإنسان  ببعض العلوم الاجتماعية
لعلم الإنسان علاقة وثيقة ببعض العلوم الاجتماعية من أهمها:
- علم الأعراق: وهي علم تأريخ الحضارات والعلاقات الحضارية بين الشعوب، وتصنيف الحضارات وتوزيعها وانتشارها في العالم.
- وصف الأعراق البشرية: وهي الدراسة الوصفية للمجتمعات وحضاراتها.
- علم الآثار:  وهي الدراسة الأثنولوجّية والأثنوغرافية لحضارات شعوبٍ بائدة من الآثار التي يجدها العلماء في الحفريات.
- علم الاجتماع: وهو دراسة الظواهر التي تنبثق عن العلاقات بين المجموعات البشرية، ودراسة العلاقة بين الإنسان وبيئته البشرية. ويركز علم الاجتماع الحديث في دراساتهِ على الظواهر الاجتماعية الأكثر تقدماً، أي على مشكلاتِ المُجتمعات المعقدة والمتطورة.

## نشأة الأنثروبولوجيا وتطورها منذ القرن الثامن عشر حتى الوقت الحاضر
يُمكننا أن نعتبرَ الأنثروبولوجيا علماً حديثاً يقرب عمرهُ من قرن وربع القرن تقريباً، كما نستطيع. بعين الوقت، أن نعتبرها من أقدم علوم البشر.
فالجامعات لم تبدأ بتدريس الأنثروبولوجيا إلا حديثاً جداً. فلقد عيّن أول أستاذٍ لها في جامعة أوكسفورد، وهو «السير أدورد تايلور» عام 1884، وفي جامعة كمبرج، وهو الأستاذ «هادن» في عام 1900، وفي جامعة لفربول، وهو «السير جيمس فريزر» في عام 1907. وعيّن أول أستاذٍ لها في جامعة لندن في عام 1908، وفي الجامعات الأمريكية في عام 1886.
ولأن الأنثروبولوجيا تعنى بدراسة النظريات التي تتعلق بطبيعة المُجتمعات البشرية، فإننا نستطيع أن نعتبرها، من جهة أخرى، من أقدم العلوم. إذ هي بدأت مع أقدم تأمّلات الإنسان حول تلكَ الموضوعات. فلقد قالوا مثلاً: إن المؤرّخ الإغريقي (هيرودوتس) «أبو الانثروبولوجيا» كما هو أبو التاريخ، لأنهُ وصفَ لنا بإسهاب، التكوين الجسمي لأقوام قديمة كـ (السيثيين) وقدماءَ المصريين وغيرهم من الشعوب القديمة، وصوّر أخلاقهم وعاداتهم. كما كتب المؤرخ الروماني (تاكيتس) دراستهُ المشهورة عن القبائل الجرمانية.
حتى البابليون قبل «هيرودوتس» بزمن طويل، جمعوا في متاحفَ خاصة بعض ما تركهُ السومريون من أدواتٍ ومخلفات.
إننا نستطيع أن نعتبرَ القرن الثامن عشر نقطة بدءٍ مناسبة للأنثروبولوجيا. نشهد بعدها ظهور العناصر المكونة لهذا العلم. فآراء مونتسكيو في كتابهِ الشهير (روح القوانين) عن المجتمع وأسسه وطبيعته. وكتابات (سان سيمون) وإدعاؤه وجود علم للمجتمع، وآراء (ديفيد هيوم) و (آدم سمث) ونظرتهما إلى المجتمعات باعتبارها تتكون من أنساق طبيعية، واعتقادهما بالتطور غير المحدود، وبوجود قوانين لذلكَ التطور، كل تلكَ التأمّلات والآراء حوت بلا شك البذرات الصالحة والمكونات الأساسية التي نمت في القرن التاسع عشر، فكونت المدراس الانثروبولوجيّة الكبيرة.
وبعدَ مُنتصف القرن التاسع عشر بدأت الكتب القديمة في الأنثروبولوجيا بالظهور في أوروبا وأمريكا. وكانَ أبرز تلكَ الكتب كتاب (السير هنرى مين) «القانون القديم» عام 1861 وكتابه عن (المجتمعات القروية في الشرق والغرب) (1861)، وكتاب (باخوفن) عن (حق ألام) عام 1861 وكتاب (فوستل دو كولانج) عن (المدينة القديمة) 1864 وكتاب (ماكلينان) عن «الزواج البدائي» عام 1865 وكتاب (السر أدورد تايلور) المُسمى «أبحاث في التأريخ القديم للجنس البشري» عام 1865 وكتابه الآخر عن «الحضارة البدائية» عام 1871، ومن ثم (لوس موركن) عن «أنساق روابط الدم والمصاهرة في العائلة الإنسانية» عام 1870.
كما ظهرت «بعين الوقت» مدرستان كبيرتان من مدراس هذا العلم، هما «مدرسة القانون المقارن» و «المدرسة التطورية». فأفاد رجال المدرسة الأولى الأنثروبولوجيا كثيراً حين انصرفوا إلى دراسة القانون المقارن. حيث اهتموا بصورة خاصة بالقانون القديم وقوانيين الشعوب البدائية. كما تأثرَ رجال المدرسة الثانية «التطورية» بنظريات (لامارك) و (دارون) في التطور الحياتي. فأقاموا نظرياتهم في التطور الاجتماعي على عين الأسس.
وفي مطلع القرن العشرين برزت في الأنثروبولوجيا أسماء ضخمة مثل «السر جيمس فريزر»، و"إميل دوركايم"، و«راد كلف براون»، و"مالينوفسكي"، و«ألبوث سميث»، و«رفرز». كما ظهرت مدارس أنثروبولوجية هامّة مثل (مدرسة الانتشار الحضاري) و (المدرسة الوظيفية). وكلاهما هاجمتا ودحضتا «المدرسة التطورية»، هذا إلى جانب «المدرسة البيئية»، وهي مدرسة قديمة مستمرة الوجود.
إننا نستطيع أن نعتبرَ نقطة البدء الحقيقية للأنثروبولوجيا هي القرن العشرين، التي تمثلت بظهور أسماء ضخمة من عباقرة الأنثروبولوجيا، إضافة إلى مؤلفاتهم في ذلك الشأن. ناهيكَ عن المدارس الانثروبولوجية المهمة التي ساعدت في نمو وتطوير هذا العلم.
ثمة قضية معينة هنا، وهي أن علم الاجتماع والأنثروبولوجيا علمان متقاربان متشابهان، بحيث لا يمكن للباحث الفصل أو التمييز بين هذين العلمين. لدرجة تقاربهما، لذلكَ فإن من الأنسب تعيين نقاط الاختلاف بين هذين العلمين لمعرفة اتجاه كل من هذين العلمين في الدراسات الاجتماعية.

## فروع علم الإنسان
- علم الإنسان الثقافي
- علم الإنسان الحيوي
- علم الإنسان الاجتماعي
- علم الإنسان اللغوي
- علم الآثار